# Union internationale de cristallographie
L'Union internationale de cristallographie (en anglais « IUCr » ou International Union of Crystallography), fondée en 1948, est une organisation non gouvernementale membre du Conseil international pour la science (« ICSU » pour International Council for Science).

## Objectifs
Ses objectifs sont la promotion de la coopération internationale en cristallographie, la rédaction des standards internationaux (nomenclature, symbolisme, unités) dans ce domaine, la promotion des congrès et écoles dans le monde entier, la production de matériel didactique à accès libre et la publication d'articles scientifiques dans les revues de l'Union.

## Publications
- Tables internationales de cristallographie
- Revues scientifiques :
  - Acta Crystallographica Section A: Foundations and Advances ;
  - Acta Crystallographica Section B: Structural Science, Crystal Engineering and Materials ;
  - Acta Crystallographica Section C: Structural Chemistry ;
  - Acta Crystallographica Section D: Structural Biology ;
  - Acta Crystallographica Section E: Crystallographic Communications ;
  - Acta Crystallographica Section F: Structural Biology Communications ;
  - Journal of Applied Crystallography ;
  - Journal of Synchrotron Radiation.
  - IUCrJ ;
  - IUCrData